# Groovejet (If This Ain't Love)
Groovejet (If This Ain't Love) is een nummer van de Italiaanse dj Spiller uit 2000, ingezongen door de Britse zangeres Sophie Ellis-Bextor.
De single haalde in het Verenigd Koninkrijk de nummer 1-positie van de UK Singles Chart.
In Nederland werd de plaat destijds veel gedraaid op Radio 538, Veronica FM en Radio 3FM en werd een radiohit. De plaat werd Dancesmash en bereikte de 10e positie in de Nederlandse Top 40 op Radio 538 en de 13e positie in de Mega Top 100 op Radio 3FM. 
In België bereikte de plaat de 15e positie in zowel de Vlaamse Ultratop 50 als de Vlaamse Radio 2 Top 30 en de 13e positie in de Waalse Ultratop 50.